# 32031 Joyjin
32031 Joyjin è un asteroide della fascia principale. Scoperto nel 2000, presenta un'orbita caratterizzata da un semiasse maggiore pari a 2,3077679 UA e da un'eccentricità di 0,1284807, inclinata di 5,67088° rispetto all'eclittica.